# Lijst van Vlaamse ministers van Gelijke Kansen en Inburgering
Dit is een lijst van ministers van Gelijke Kansen en Inburgering in de Vlaamse regering. 

## Lijst
| Nr. | Minister | Minister                   | Partij | Partij         | Begin             | Einde             | Regering(en)       | Bevoegdheid                           |
| --- | -------- | -------------------------- | ------ | -------------- | ----------------- | ----------------- | ------------------ | ------------------------------------- |
| 1   |          | Anne Van Asbroeck (1957)   |        | SP             | 20 juni 1995      | 22 september 1997 | Van den Brande IV  | Gelijke Kansen                        |
| 2   |          | Brigitte Grouwels (1953)   |        | CVP            | 22 september 1997 | 13 juli 1999      | Van den Brande IV  | Gelijke Kansen                        |
| 3   |          | Mieke Vogels (1954)        |        | Agalev         | 13 juli 1999      | 23 mei 2003       | Dewael             | Gelijke Kansen                        |
| 4   |          | Adelheid Byttebier (1963)  |        | Agalev/ Groen! | 26 mei 2003       | 20 juli 2004      | Dewael, Somers     | Gelijke Kansen                        |
| 5   |          | Marino Keulen (1963)       |        | VLD            | 20 juli 2004      | 13 juli 2009      | Leterme, Peeters I | Inburgering                           |
| 6   |          | Kathleen Van Brempt (1969) |        | sp.a           | 20 juli 2004      | 13 juli 2009      | Leterme, Peeters I | Gelijke Kansen                        |
| 7   |          | Geert Bourgeois (1951)     |        | N-VA           | 13 juli 2009      | 25 juli 2014      | Peeters II         | Inburgering                           |
| 8   |          | Pascal Smet (1967)         |        | sp.a           | 13 juli 2009      | 25 juli 2014      | Peeters II         | Gelijke Kansen                        |
| 9   |          | Liesbeth Homans (1973)     |        | N-VA           | 25 juli 2014      | 2 oktober 2019    | Bourgeois, Homans  | Gelijke Kansen en Inburgering         |
| 10  |          | Bart Somers (1964)         |        | Open Vld       | 2 oktober 2019    | 8 november 2023   | Jambon             | Gelijke Kansen en Inburgering         |
| 14  |          | Gwendolyn Rutten (1975)    |        | Open Vld       | 8 november 2023   | 2 augustus 2024   | Jambon             | Gelijke Kansen en Inburgering         |
| 15  |          | Lydia Peeters (1969)       |        | Open Vld       | 2 augustus 2024   | 30 september 2024 | Jambon             | Gelijke Kansen en Inburgering         |
| 16  |          | Hilde Crevits (1969)       |        | CD&V           | 30 september 2024 | Heden             | Diependaele        | Samenleven, Integratie en Inburgering |
| 17  |          | Caroline Gennez (1969)     |        | Vooruit        | 30 september 2024 | Heden             | Diependaele        | Gelijke Kansen                        |